# 促凝血酶原激酶
促凝血酶原激酶（英文：Thromboplastin，TPL）是血漿和組織因子的混合物，可通過催化凝血酶原向凝血酶的轉化而在血漿中幫助血液凝結。它是一種複雜的酶，存在於腦，肺和其他組織中，尤其是在血小板中，在血液凝固過程中起凝血酶原向凝血酶的轉化作用。
儘管有時被用作蛋白質組織因子的代名詞（正式名稱為“凝血因子III [促凝血酶原，組織因子]”），但這是一個誤解。從歷史上看，凝血活酶是一種實驗室試劑，通常來自胎盤來源，用於測定凝血酶原時間（PT）。
當在實驗室中進行操作時，會產生一種稱為部分凝血活酶的衍生物。部分凝血活酶用於測量內在途徑。此測試稱為aPTT或活化的部分凝血活酶時間。直到很久以後，才識別出凝血活酶和部分凝血活酶的亞成分。凝血活酶是磷脂和組織因子的組合，這兩者在外部途徑的激活中都是必需的。但是，部分凝血活酶只是磷脂，而不是組織因子。
目前，重組組織因子是可用的，並已用於某些PT分析中。胎盤衍生物仍可得到，並已在某些實驗室中使用。磷脂可作為獨立試劑使用，也可與組織因子組合作為凝血活酶使用。完整的凝血活酶由組織因子，磷脂（由於從被測血樣中除去了血小板）和CaCl2組成，可重新引入鈣離子，鈣離子最初被檸檬酸鈉螯合，最初用於防止樣本血在運輸和/或儲存過程中的凝結。

## 外部連結
- 醫學主題詞表（MeSH）：Thromboplastin